# Olècran
L'olècran o olècranon (en grec oʊˈlɛkrənɒn, colze i cap), és una apòfisi gran, gruixuda i corbada del cúbit, un os llarg a l'avantbraç que es projecta darrere del colze. Forma la part més punxeguda del colze i és oposada a la fossa cubital o fossa del colze. L'olècran serveix de palanca per als músculs extensors que redrecen l'articulació del colze.